# Trichesthes laeviscutata
Trichesthes laeviscutata är en skalbaggsart som beskrevs av Moser 1918. Trichesthes laeviscutata ingår i släktet Trichesthes och familjen Melolonthidae. Inga underarter finns listade i Catalogue of Life.